# Hold Back the River (bài hát của James Bay)
"Hold Back the River" là một ca khúc của ca sĩ-người viết nhạc người Anh James Bay. Bài hát được phát hành tại Anh quốc vào ngày 17 tháng 11 năm 2014 thông qua Republic Records làm đĩa đơn thứ hai từ album phòng thu đầu tay của Bay Chaos and the Calm. Ca khúc do người từng đoạt giải Ivor Novello Iain Archer viết nhạc cùng Bay và sản xuất bởi Jacquire King. Bài hát đã đạt vị trí thứ hai trên UK Singles Chart cũng như được đề cử giải Grammy cho Bài hát rock hay nhất.

## Diễn biến xếp hạng
| Xếp hạng (2014–15)                              | Vị trí cao nhất |
| ----------------------------------------------- | --------------- |
| Úc (ARIA)                                       | 4               |
| Áo (Ö3 Austria Top 40)                          | 4               |
| Bỉ (Ultratop 50 Flanders)                       | 7               |
| Bỉ (Ultratip Wallonia)                          | 3               |
| Canada (Canadian Hot 100)                       | 56              |
| Colombia (National Report Top Rock)             | 2               |
| Cộng hòa Séc (Rádio Top 100)                    | 50              |
| Cộng hòa Séc (Singles Digitál Top 100)          | 19              |
| Đan Mạch (Tracklisten)                          | 20              |
| Châu Âu Digital Song Sales (Billboard)          | 2               |
| Pháp (SNEP)                                     | 72              |
| Trường songid là BẮT BUỘC CHO BẢNG XẾP HẠNG ĐỨC | 4               |
| Hungary (Rádiós Top 40)                         | 27              |
| Hungary (Single Top 40)                         | 32              |
| Ireland (IRMA)                                  | 1               |
| Ý (FIMI)                                        | 7               |
| Nhật Bản (Japan Hot 100)                        | 76              |
| Hà Lan (Dutch Top 40)                           | 14              |
| Hà Lan (Single Top 100)                         | 12              |
| New Zealand (Recorded Music NZ)                 | 8               |
| Na Uy (VG-lista)                                | 24              |
| Ba Lan (Polish Airplay Top 100)                 | 16              |
| Scotland (OCC)                                  | 2               |
| Slovakia (Rádio Top 100)                        | 14              |
| Slovakia (Singles Digitál Top 100)              | 16              |
| Tây Ban Nha (PROMUSICAE)                        | 25              |
| Thụy Điển (Sverigetopplistan)                   | 17              |
| Thụy Sĩ (Schweizer Hitparade)                   | 4               |
| Anh Quốc (OCC)                                  | 2               |
| US Bubbling Under Hot 100 Singles (Billboard)   | 1               |
| Hoa Kỳ Adult Pop Airplay (Billboard)            | 16              |
| Hoa Kỳ Hot Rock Songs (Billboard)               | 8               |
| Hoa Kỳ Rock Airplay (Billboard)                 | 13              |

| Xếp hạng (2015)                      | Vị trí |
| ------------------------------------ | ------ |
| Úc (ARIA)                            | 19     |
| Đức (Official German Charts)         | 33     |
| Ý (FIMI)                             | 43     |
| New Zealand (Recorded Music NZ)      | 24     |
| UK Singles (Official Charts Company) | 8      |
| US Billboard Adult Alternative Songs | 24     |
| US Billboard Alternative Songs       | 40     |
| US Billboard Hot Rock Songs          | 19     |
| US Billboard Rock Digital Songs      | 44     |